# Onitis pers
Onitis pers là một loài bọ cánh cứng trong họ Bọ hung (Scarabaeidae).